# Congreso de la República de Colombia
El Congreso de la República de Colombia es la legislatura bicameral de la República de Colombia integrado por el Senado y por la Cámara de Representantes. El Congreso tiene su sede en el Capitolio Nacional ubicado en la plaza de Bolívar en la ciudad de Bogotá, capital de la República.
El Congreso es un cuerpo colegiado conformado por 108 senadores y 188 representantes, en el que cada uno, dentro de sus respectivas comisiones, tiene igualdad de poder y de responsabilidad. Tanto los senadores como los representantes son elegidos a través de una elección directa que se realiza cada 4 años, teniendo la posibilidad de ser reelegidos. La votación de los senadores corresponde a una circunscripción nacional, junto con 2 escaños de circunscripción especial indígena. Por su parte, la votación de los representantes corresponde a una circunscripción departamental, salvo en Bogotá en donde se da una circunscripción distrital y escaños adicionales para comunidades indígenas, afrocolombianas, comunidades colombianas en el exterior y minorías políticas.
La Constitución Nacional, en los artículos 171 y 176, definió 3 escaños para la representación de las comunidades indígenas: 2 curules en el Senado de la República y 1 en la Cámara de Representantes. El artículo 66 de la ley 70 de 1993, corregida después por la ley 649 de 2001, definió una circunscripción especial para las Comunidades Negras de 2 curules en la Cámara de Representantes.
El artículo 114 de la Constitución de Colombia de 1991 proclama al Congreso como el máximo órgano representativo del poder legislativo. Según el artículo 114, le corresponde al Congreso de la República de Colombia reformar la Constitución, hacer las leyes y ejercer control político sobre el gobierno y la administración. Actualmente el programa Congreso Visible de la Universidad de los Andes y el "Observatorio Legislativo" de la Universidad Nacional de Colombia le hacen seguimiento al Congreso de la República.

## Historia
La semilla del Parlamento colombiano se sembró el 27 de noviembre de 1811, cuando se suscribe el Acta de Federación de la Provincias Unidas de la Nueva Granada. Este Primer Congreso, estuvo conformado por: José Manuel Restrepo, diputado de la Provincia de Antioquia, y quien actuó como Secretario; Enrique Rodríguez, por Cartagena; Manuel Campos, por Neiva, Camilo Torres, por Pamplona, y Joaquín Camacho, por Tunja.
Desde entonces, demostrando la enorme influencia de las tesis de Montesquieu, se creó el sistema bicameral y se establecieron sesiones por un periodo de 60 días, para mayo y junio igualmente, se aceptó la reelección, siempre y cuando no fuera para un periodo inmediato, y se advirtió que el tratamiento al Congreso sería de “Alteza Serenísima”, el del Presidente de “Excelencia” y el de los parlamentarios, que no recibirían ningún salario, de “Señorías”. La Constitución de Cundinamarca, de 1812, ratificó las dos Cámaras, dispuso un período de 2 años y 19 miembros, lo que equivalía a uno por cada 10.000 habitantes.
Para 1818, Bolívar en busca de un gobierno de base popular, le pide al Consejo de Estado (creado el 5 de noviembre de 1817) que nombre una comisión para que estudie la forma de realizar elecciones para un Congreso Constituyente. Y Germán Roscio es el encargado de establecer un reglamento para adelantar elecciones, incluso en sitios próximos a donde se libraban batallas. A finales de 1818, sobre la base de que Venezuela y la Nueva Granada formen una sola república, se convoca a escrutinios y con los diputados que se pueden elegir en mitad de la guerra, se instala solemnemente el 15 de febrero de 1819, bajo la presidencia de Francisco Antonio Zea. Para darle fuerza a las instituciones del Congreso, se hace necesario que el trabajo continúe en Angostura y Villa del Rosario, donde es aprobada la Constitución de 1821.
Actualmente el Congreso tiene 108 senadores, incluidos los dos indígenas. Tiene 7 Comisiones. La de mayor número es la primera, con 19 senadores. Las de menor número son la quinta y la segunda, con trece miembros. Igualmente tiene 6 comisiones especiales de Derechos Humanos y Audiencias, Comisión de Ética y Estatuto del Congresista, la de Vigencia a los Organismos de Control Público, Organismo Electoral , Especial de Vigilancia del Control de Descentralización y Ordenamiento Territorial, y cuatro comisiones accidentales que son: Acreditación Documental, Crédito público, de Instrucción, Asesora de Relaciones Exteriores. Asimismo cuenta con 1.169 empleados, de los cuales 282 son de planta y 887 de unidad de trabajo legislativo.

### 1821-1860: Era formativa

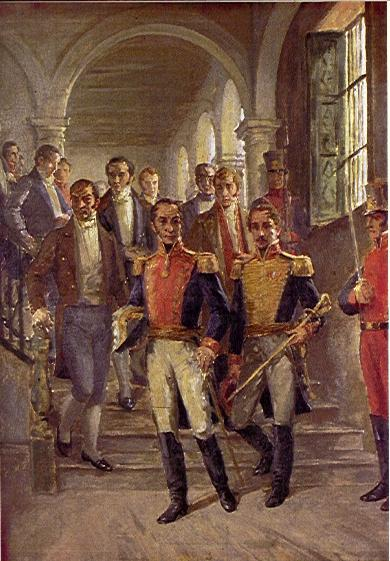
Simón Bolívar, Francisco de Paula Santander y otros próceres de la independencia saliendo del Congreso de 1821.

Este Congreso fue muy laborioso; realizaba sesiones de lunes a sábado, de las 9:00 a. m. a las 2 de la tarde. Precisamente, en la Sesión del 12 de mayo del año siguiente, se aprueban las famosas dietas parlamentarias y se adjudica para cada miembro la suma de tres reales diarios. Su primera Ley una vez sancionada la nueva Constitución el 6 de octubre de 1821, se dicta para crear el Escudo Nacional, igualmente, le da vida a las Asambleas Electorales de Parroquia y Provincia para el voto directo, con la participación de ciudadanos mayores de 21 años, o casados que supieran leer y escribir y tuvieran una propiedad por valor de 4.000 reales, o en su defecto fuera profesor de alguna ciencia. El período de los Senadores se fijó en 8 años y el de los Representantes en 4 años. La inmunidad parlamentaria también es tratada y cada congresista tenía derecho a ella mientras estuviera en sesiones y mientras hiciera el trayecto de su casa a la plenaria, tanto de ida como de regreso; esto generó muchas críticas de parte de la opinión pública.
Para 1823, el veto sobre el primer Senador que debía ocupar su curul recae en Antonio Nariño, a quien se acusa de malversación de fondos, cuando fue Tesorero de Diezmos, y de traición a la patria, por su actuación de Pasto en 1814. En 1830, el “Congreso Admirable”, llamado así por Bolívar, en virtud de la Pulcritud y calidad de sus miembros, hace modificaciones para que haya un Senador por cada provincia. Se decreta un aumento de sueldo a 6 reales y se exige que la edad sea de más de 40 años, lo cual criticó Bolívar, pues impedía que la juventud legislara y en cambio permitió que la vieja clase política legislara en su favor. No todos lo congresistas eran colombianos, pues Ecuador y Venezuela hacían parte de La Gran Colombia. Para 1832, el período de los senadores se reduce a 4 años, y debía haber un por cada 60000 habitantes. El de la Cámara era de dos años y exigía un representante por cada 25000 habitantes. En ese mismo año el Presidente de la República, José Ignacio Márquez, dispone la publicación de la Gaceta de la Nueva Granada, que salía a circulación cada domingo a las 9:00 a. m. Y en 1842 la inasistencia a las sesiones era tal, que se resolvió multar a quien no justificara su falla, con una cantidad que oscilaba entre 200 y 500 pesos (En 1837 el peso reemplazó al real), según el caso.
En la Ley 1ª de 1846, Tomás Cipriano de Mosquera (a pesar de que ya los títulos estaban reglamentados) dispone que a los integrantes de Senado y Cámara se les antepusiera el término de Usía y de Excelencia, para el presidente y Vicepresidente de los mismos; exceptuando de éstos al Presidente de la República, al Vicepresidente o al encargado del poder ejecutivo a quienes podía dirigírseles utilizando la frase de “Conciudadanos de las Cámaras Legislativas” y dándoles tratamiento de “vos” en plural, en el fondo del mensaje escrito. De resto, todo individuo particular debía usar para dirigirse a ellos la frase “A la muy Honorable Cámara de”.
La reforma del 12 de mayo de 1853, dispone por primera vez el voto directo y secreto para elegir Presidente y Vicepresidente de la República, así como Senadores y Representantes, cuyo periodo es reducido a 2 años, con posibilidad de reelección. Para 1854, por primera vez un expresidente, José María Obando del Campo, es acusado ante el Congreso por traición y rebelión, y es suspendido de sus funciones. Se le acusó de colaborar desde su alta posición con el golpe militar con que José María Melo lo derrocó. Para 1858, cuando ya están plenamente constituidos los partidos Liberal y Conservador, es nuevamente fijado el periodo para los miembros de ambas Cámaras en 2 años. Aquí se prohíbe a los Congresistas hacer por sí mismos o por terceras personas contratos con el Estado, mientras ostenten sus investiduras.

### 1860-1970: Era bipartidista
Para 1867, el turno de ser acusado ante el Congreso le corresponde a Tomás Cipriano de Mosquera, con quien el Parlamento tenía enormes discrepancias que culminan cuando un periódico de Nueva York revela que con dineros, y mediante cierta “componenda”, el gobierno colombiano, para cumplir con un tratado secreto con ese país, a espaldas del Congreso compra el vapor Rayo. Mosquera es puesto preso en el Observatorio Astronómico, declarado culpable y condenado a una multa de 12 pesos, cuatro meses de suspensión del cargo, pérdida de los derechos políticos y civiles y 2 años de prisión, que el expresidente, acogiéndose a una ley, cambia por destierro y posteriormente viajaría a Lima. La Constitución de 1886 extiende el periodo para senadores a seis años, permitiendo la elección de tres por cada departamento y advirtiendo que solamente podrán ser elegidos quienes sean colombianos de nacimiento, ciudadano no en suspenso, mayores de 30 años y que disfruten por lo menos de 1.200 pesos en renta anual. En 1888 se cambia nuevamente la designación adjudicándosele el título de “Excelentísimo” al Presidente de la República, de “Excelencia" al Vicepresidente y de “Honorable” a Congresistas y Representantes.

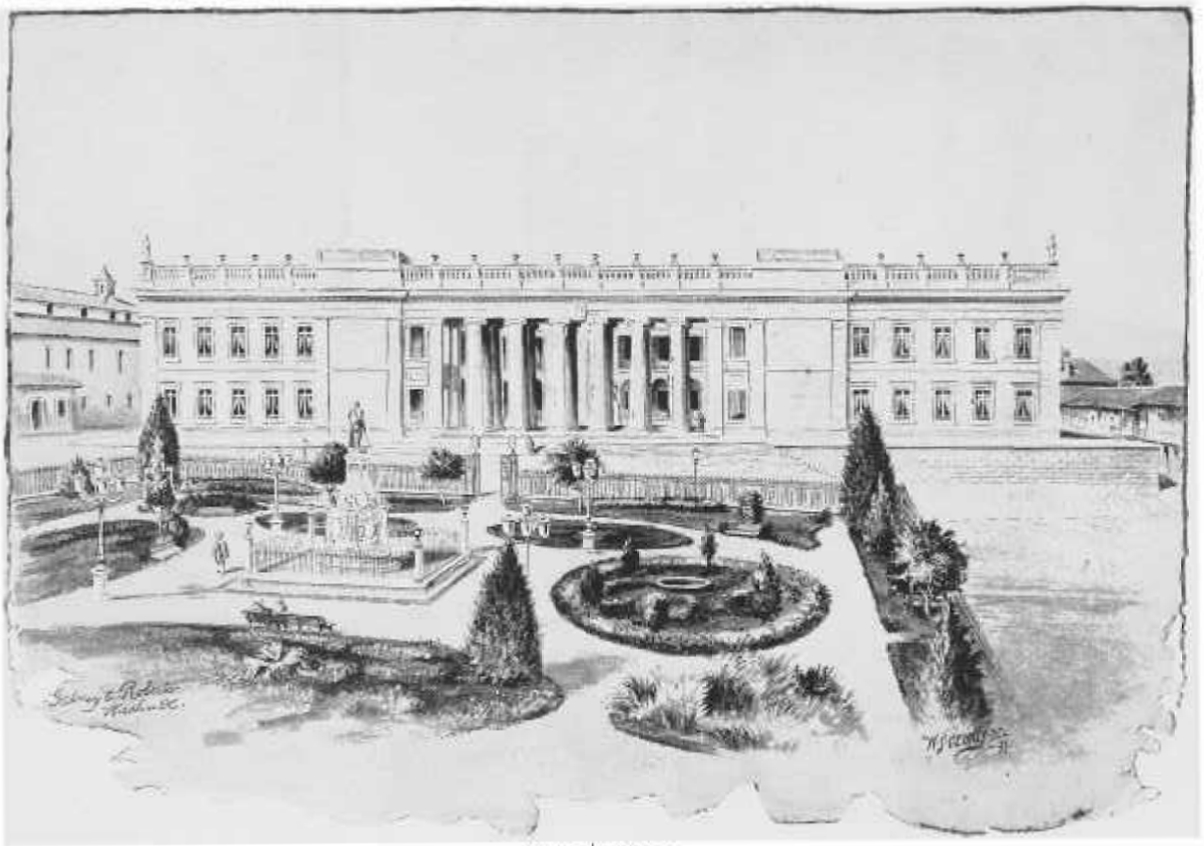
Capitolio Nacional en 1893

La Asamblea Nacional Constituyente convocada por Rafael Reyes en 1905, a raíz de que el Congreso no le concede poderes plenos, ordena que las Cámaras se reúnan por derecho propio cada 2 años, el 1 de febrero; pero en 1909 hay una nueva reforma y se dispone que los senadores tengan un periodo de 3 años y los representantes de 2, dándosele la oportunidad de estar en el Cuerpo Legislativo a las minorías. Para 1910, la Ley 80 del 10 de diciembre, sancionada por Carlos E. Restrepo clasifica a los electores en dos grupos. El primero, compuesto por varones mayores de 21 años que supieran leer y escribir, con una renta anual de 300 pesos oro. Estos podían votar en todas las elecciones. El otro grupo lo conformaban el resto de los ciudadanos y solamente podían votar para Concejos Municipales y Asambleas Departamentales.
En 1921, por culpa del Traslado Urrutia Thompson sobre el Canal de Panamá, el presidente acusado es Marco Fidel Suárez. Después de pedir que le permitan hablar en la plenaria para su defensa pierde el apoyo de los conservadores y es víctima de una rechifla en el recinto. Se retira del cargo y lo sucede Jorge Holguín. Para 1929, la Ley 31 hace obligatoria la cédula de ciudadanía y la inscripción de listas de candidatos a Senado y Cámara, por lo que los departamentos deben constituir una circunscripción única para la suscripción de aspirantes. Dentro de estos cambios, en 1936 se le adjudican al Congreso períodos de sesiones al año, pero como el sistema resulta inmanejable, se modifica en 1938, creando las Comisiones Permanentes, que reciben inmenso apoyo en 1945, al dárseles mayores atribuciones. En esta reforma, la Cámara recibe la facultad de nombrar al procurador general de la Nación, facultad que tenía el presidente de la República, según la Carta de 1886. Igual cosa ocurre con el contralor general. En noviembre de 1949, Mariano Ospina Pérez decreta turbado el orden público y clausura el Congreso mediante el Decreto 3520. En 1952, se crea la Asamblea Nacional Constituyente, que no tendría funciones legislativas ya que el Congreso seguirá cumpliendo con éstas, pero en 1954, el 20 de agosto, por el Acto Legislativo n.º 2. además de sus funciones , decide asumir las del Congreso y la Cámara.
Para 1959 el presidente acusado es Gustavo Rojas Pinilla. Posteriormente se daría el plebiscito de 1957, donde el Congreso y la democracia saldrían fortalecidos a costa de una supresión de las minorías políticas en los cargos públicos. Con el acto legislativo n.º 4 se decreta la elección de un Senador por cada 195 mil habitantes y un representante a la Cámara por cada 90000. En la reforma de 1968 se unifica el periodo de Senadores y Representantes de manera definitiva para 4 años, determinando 2 senadores para cada departamento y uno más por cada 200000 habitantes o fracción mayor de 100mil. Esta base se aumentará de acuerdo con los resultados del censo. En cuanto a la Cámara, serán 2 representantes por cada departamento y uno más por cada 50000 habitantes, pudiendo ser reelegidos de manera indefinida. Para 1962 llega la primera mujer Senadora, Berta Fernández de Ospina, a ocupar su curul.

### Desde 1970: Era contemporánea
Después de 1970, ocurre la reforma de 1985, que crea el Consejo Nacional Electoral, cuyos miembros se posesionan el 4 de diciembre de este año. Posteriormente, a finales de 1990, es revocado nuevamente el Congreso y el 4 de febrero de 1991, se instala la Asamblea Nacional Constituyente, elegida por votación popular, cuyos 70 miembros estaban encargados de reformar la Carta Magna. Para el 27 de octubre de 1991, nuevamente se convoca a elecciones para los dos Cuerpos Legislativos que encuentran modificaciones y reformas sustanciales. Para empezar, el Senado estará conformado por 100 miembros, elegidos en circunscripción nacional y no departamental, como se hacía hasta ese momento. Con dos senadores elegidos en circunscripción nacional por comunidades indígenas, cuya elección se regirá por el sistema de cociente electoral.

Para la Cámara de Representantes, la elección queda sujeta a circunscripciones territoriales y especiales. Habrá dos representantes por cada circunscripción territorial más por cada 250000 habitantes o fracción mayor del 125000 que tengan en exceso sobre los 250000. Sobre el Consejo Nacional, determina que sus miembros deberán ser 7 y que serán elegidos por un periodo de 4 años, de ternas elaboradas por partidos y movimientos con Personería Jurídica. 

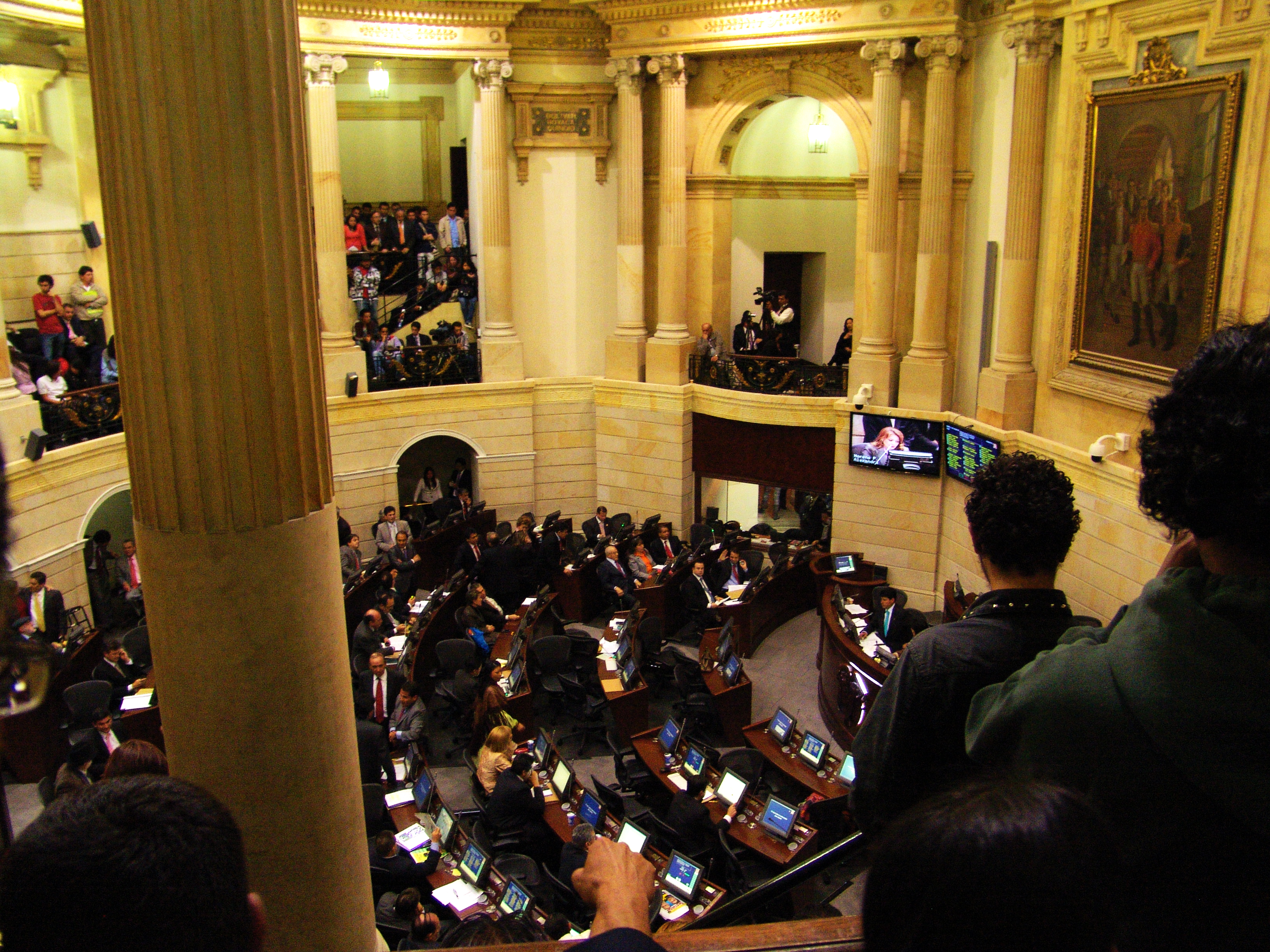
Senado de la República

#### Reforma de 2003
En 2003, en el Congreso de la República de Colombia se expidió una reforma política promovida por el entonces Presidente de Colombia Álvaro Uribe Vélez. Esta reforma tenía como principal función obligar a los partidos políticos a presentar listas únicas. De esta forma, cada partido sólo está autorizado a presentar una única lista con el nombre de los candidatos de cada partido o movimiento político para los cargos de senador y representante a la Cámara.

#### Reforma de 2009
Mediante la aprobación del Acto Legislativo 01 de 2009 (Vigesimotercera reforma de la Constitución) se instaura la votación nominal. Es decir que se guarda un registro de los nombres y apellidos de los votantes, miembros de una corporación de elección popular (Congreso, Concejos Municipales, Asambleas Departamentales y Juntas Administradoras Locales), a favor o en contra de una iniciativa. En lo que se refiere al Congreso de la República de Colombia, todas las votaciones llevadas a cabo, bien sea en las distintas comisiones o plenarias de Senado y de Cámara, tienen un registro, conocido como la gaceta del Congreso. De igual forma, en la página de Congreso Visible se lleva un registro de todas las votaciones llevadas a cabo en el Congreso para que cualquier persona pueda revisarlas.

## Papel

### Poderes del Congreso
El Congreso de la República cumple con diversas funciones, que le permiten no solo cumplir la función del poder legislativo sino además le dan la suficiente potestad de vigilar y monitorear a la rama ejecutiva. El Congreso cumple la función constituyente, mediante la cual está facultado para realizar reformas a la Constitución. También cumple con la función legislativa, es decir que tiene la facultad de elaborar leyes. De igual forma, ejerce control político sobre el gobierno y la administración de este, a través de la moción de censura, las citaciones y las audiencias públicas, posibilitándole a este cuerpo colegiado el monitoreo continuo, el constante del poder ejecutivo y con ello a todos sus funcionarios.
Por otra parte, el Congreso cumple funciones protocolarias, entre las que se destacan la toma del juramento al Presidente de Colombia, otorgar honores a personajes de la vida pública nacional y la recepción a jefes de Estado o a Jefes de Gobierno de otros países. Asimismo, cumple funciones judiciales y electorales, a través de las cuales tiene la facultad de juzgar excepcionalmente a altos funcionarios del Estado y elegir al representante de la Contraloría General de la República, a los magistrados de la Corte constitucional y —en caso de presentarse vacancia absoluta del titular— al Vicepresidente de Colombia.
No todas las leyes que se expiden en el Congreso de la República de Colombia son iguales. Algunas sirven para regular actividades específicas como: las políticas de crédito público, comercio exterior, cambio internacional, régimen de aduanas y la actividad financiera y de captación de recursos del público. Las leyes relacionadas con estas actividades se conocen como Ley Marco. Otras leyes por su parte, sirven para organizar y determinar la misión y estructura de las entidades de carácter estatal y se conocen como Ley Orgánica. Por último están aquellas leyes que se utilizan para el desarrollo de textos constitucionales, que reconocen y garantizan los derechos fundamentales y se conocen como Ley Estatutaria. Para la aprobación, modificación, o derogación de leyes estatutarias en el Congreso de la República de Colombia se requiere la mayoría absoluta de sus miembros y su trámite deberá cumplirse en una sola legislativa o plenaria.

### Salario
En 2015 el salario de un congresista colombiano ascendía a $25.915.432. En 2013, el presidente Juan Manuel Santos añadió una prima especial de servicios de $7.898.445 mensuales adicional al salario de los congresistas. Esta prima especial sustituye las primas de salud y de localización y vivienda, y aumenta la base para liquidar la prima de servicios y la prima de Navidad. Los congresistas tienen beneficios como primas de salud, localización y vivienda, prima de servicios y de Navidad; además de tiquetes, plan de celular, vehículos, entre otros. El salario asignado equivale a alrededor de 40,8 salarios mínimos de los colombianos con respecto al 2013. En contraste, a un senador de un país desarrollado como los Estados Unidos le es asignado un salario de aproximadamente 10,4 salarios mínimos de ese país. También, cabe resaltar, que a los senadores colombianos se le asigna un salario equivalente a alrededor de 14 veces el PIB (PPA) per cápita colombiano, comparado con un equivalente de aproximadamente 3,3 en el caso de los senadores de los Estados Unidos.

### Remuneración y debate sobre desigualdad
La asignación mensual de los miembros del Congreso se define por decreto presidencial cada año, de acuerdo con el promedio ponderado de los incrementos concedidos al resto de la administración pública (art. 187 de la Constitución y Ley 644 de 2001).
En 2024 el Decreto de reajuste fijó un aumento del 10,88 %, llevando la remuneración total de los legisladores a 48 142 046 COP mensuales.  Para 2025 el Gobierno anunció (vía Acuerdo estatal 30 abr 2025) un nuevo ajuste que elevará la asignación a ≈ 52 000 000 COP.

### Comparación con el salario mínimo
El Salario Mínimo Legal Mensual Vigente (SMLMV) para 2024 es de 1 300 000 COP; con auxilio de transporte, un trabajador percibe 1 462 000 COP.  Así, la remuneración de un congresista equivale a ≈ 37 SMLMV (sin auxilio).

#### Evolución 2015-2024
| Año  | Asignación congresista (COP) | Salario mínimo (COP) | Veces el SMLMV |
| ---- | ---------------------------- | -------------------- | -------------- |
| 2015 | 25 915 435                   | 644 350              | 40,2           |
| 2016 | 27 929 064                   | 689 455              | 40,5           |
| 2017 | 29 814 275                   | 737 717              | 40,4           |
| 2018 | 31 331 821                   | 781 242              | 40,1           |
| 2019 | 32 741 000                   | 828 116              | 39,5           |
| 2020 | 34 417 000                   | 877 803              | 39,2           |
| 2021 | 35 316 133                   | 908 526              | 38,9           |
| 2022 | 37 880 418                   | 1 000 000            | 37,9           |
| 2023 | 43 418 152                   | 1 160 000            | 37,4           |
| 2024 | 48 142 046                   | 1 300 000            | 37,0           |
| 2025 | 52 651 00                    | 1 423 500            | 37,0           |

## Estructura

### Comisiones
El Senado y la Cámara de Representantes tienen 4 tipos de comisiones: constitucionales permanentes, legales, especiales y accidentales.
Asimismo, tanto el Senado como la Cámara de Representantes pueden conformar comisiones accidentales para el cumplimiento de funciones y misiones específicas. Se destacan entre éstas aquellas referentes al desplazamiento de congresistas al exterior y las de mediación, estas últimas tienen como objetivo primordial la conciliación de textos y/o de artículos divergentes que se presentan en los proyectos aprobados.
El Congreso de la República de Colombia divide su trabajo legislativo en 2 fases, la primera se desarrolla en comisiones especializadas por temas y la segunda en las plenarias donde se aprueban, modifican o rechazan las iniciativas trabajadas en las comisiones.

#### Comisiones constitucionales permanentes
En el Congreso funcionan 14 comisiones constitucionales, 7 en Senado y 7 en Cámara. Todos los miembros del Congreso de la República de Colombia tienen la obligación como congresistas de pertenecer única y exclusivamente a una de estas comisiones.
- Comisión Primera: En la Comisión Primera del Congreso se tratan los temas referentes a: Reforma constitucional, organización territorial, reglamentos de los organismos de control, normas generales sobre contratación administrativa, de los derechos, garantías y deberes, rama legislativa, políticas para la paz, asuntos étnicos. La Comisión Primera está compuesta por 22 miembros en el Senado y 41 en la Cámara de Representantes.
- Comisión Segunda: En la Comisión Segunda del Congreso se tratan los temas referentes a: Política internacional, defensa nacional y fuerza pública, comercio exterior e integración económica, fronteras, extranjeros, monumentos públicos. La Comisión Segunda está compuesta por 13 miembros en el Senado y 20 miembros en la Cámara de Representantes.
- Comisión Tercera: En la Comisión Tercera del Congreso se tratan los temas referentes a: Hacienda y crédito público, impuestos, regulación económica y Planeación Nacional. La Comisión Tercera está compuesta por 17 miembros del Senado y 33 miembros en la Cámara de Representantes.
- Comisión Cuarta: En la Comisión Cuarta del Congreso se tratan los temas referentes a: Leyes orgánicas de presupuesto, control fiscal, patentes y marcas, organización de establecimientos públicos nacionales, control de calidad y precios, y contratación administrativa. La Comisión Cuarta está compuesta por 15 miembros en el Senado y 29 miembros en la Cámara de Representantes.
- Comisión Quinta: En la Comisión Quinta del Congreso se tratan los temas referentes a: Régimen agropecuario, ecología y medio ambiente, corporaciones autónomas regionales. La Comisión Quinta está compuesta por 14 miembros en el Senado y 23 miembros en la Cámara de Representantes.
- Comisión Sexta: En la Comisión Sexta del Congreso se tratan los temas referentes a: Comunicaciones, calamidades públicas, servicios públicos. Investigación científica y tecnología, transporte, turismo, educación y cultura. La Comisión Sexta está compuesta por 13 miembros en el Senado y 20 miembros en la Cámara de Representantes.
- Comisión Séptima: En la Comisión Séptima del Congreso se tratan los temas referentes a: Estatuto del servidor público, régimen salarial y prestacional del servicio público, organizaciones sindicales, seguridad social, deportes y salud, vivienda, asuntos de la mujer y la familia. La Comisión Séptima está compuesta por 14 miembros en el Senado y 21 miembros en la Cámara de Representantes.

#### Comisiones legales
Por otra parte, se encuentran las comisiones legales. Son comisiones legales comunes a las dos cámaras (Senado y Cámara de Representantes): la comisión de derechos humanos y audiencias, la comisión de ética y estatuto del congresista y la comisión de acreditación documental. Adicionalmente, tanto el Senado como la Cámara de Representantes tienen sus propias comisiones legales. Son comisiones legales propias de la Cámara: la comisión legal de cuentas y la comisión de investigación y acusación. Por su parte, el Senado tiene como comisión legal propia a la comisión legal de instrucción.
- Comisión de Derechos Humanos y audiencias: Está compuesta por 10 miembros en el Senado y 15 en la Cámara. Ésta se encarga de defender los derechos humanos, vigilar y controlar a toda autoridad encargada de velar por el respeto a los mismos y de promover las acciones pertinentes en caso de incumplimiento. Adicionalmente, tramita las observaciones que por escrito hagan llegar los ciudadanos con respecto a un proyecto de ley o de acto legislativo.
- Comisión de Ética y Estatuto del Congresista: Está compuesta por 11 miembros en el Senado y 17 en la Cámara. Esta comisión conoce del conflicto de intereses y de las violaciones al régimen de incompatibilidades e inhabilidades de los congresistas, del comportamiento indecoroso, irregular o inmoral, que pueda afectar a alguno de los miembros del Legislativo en su gestión pública, de conformidad con el Código de ética expedido por el Congreso. Sus pronunciamientos son reservados y deben contar con la unanimidad de sus miembros.
- Comisión de Acreditación Documental: Está compuesta por 5 miembros de cada corporación. Tiene a su cargo recibir la identificación de los congresistas electos previo envío de la lista correspondiente, por parte de la autoridad electoral.
- Comisión de Instrucción: Compuesta únicamente por 7 miembros del Senado. Es la encargada de presentar un informe motivado con el proyecto de resolución que deba adoptarse, cuando la Cámara formule acusación ante el Senado de cualquier alto funcionario: presidente y vicepresidente, magistrados de las Altas Cortes y fiscal general de la Nación.
- Comisión de Cuentas: Compuesta únicamente por miembros de la Cámara.
- Comisión de Investigación y Acusación: Compuesta únicamente por miembros de la Cámara.

- Comisión de Seguimiento a las Actividades de Inteligencia y Contrainteligencia: Compuesta por miembros de ambas cámaras los cuales deberán ser miembros de las Comisiones Segundas Constitucionales Permanentes. Cumple funciones de control y seguimiento político, verificando la eficiencia en el uso de los recursos, el respeto de las garantías constitucionales y el cumplimiento de los principios, límites y fines establecidos en la Ley estatutaria que regula las actividades de inteligencia y contrainteligencia.
- Comisión para la Equidad de la Mujer: Está compuesta por 9 miembros en el Senado y 10 en la Cámara. Su objetivo es fomentar y promover las acciones necesarias para la consolidación de una política de Estado que repercuta en el mejoramiento de las circunstancias materiales e inmateriales de la mujer en nuestra sociedad, propendiendo por la eliminación de cualquier situación de desigualdad y discriminación que se presente en el ejercicio de la ciudadanía por parte de las mujeres.

#### Comisiones accidentales
Finalmente, la Cámara y el Senado pueden conformar Comisiones Accidentales para el cumplimiento de funciones y misiones específicas. Entre ellas están las que requieren el desplazamiento de congresistas al exterior y las de mediación, cuyo objeto primordial es lograr la conciliación de textos y/o artículos divergentes que se presenten en los proyectos aprobados.

## Procedimientos

### Legislaturas
Cada congresista es elegido para un período de 4 años. Las legislaturas anuales se dividen en 2 partes: la primera va del 20 de julio al 16 de diciembre, y la segunda va del 16 de febrero al 20 de junio del año siguiente.

### Sesiones ordinarias
De acuerdo con el artículo 138 de la Constitución Política el congreso se reunirá en sesiones ordinarias, durante 2 períodos por año, de esta forma:
- El primer periodo de sesiones comenzará el 20 de julio y terminará el 16 de diciembre.

- El segundo periodo iniciará el 16 de febrero y concluirá el 20 de junio.

#### Mayorías
Para la aprobación de las distintas leyes nombradas anteriormente se requieren distintos tipos de mayoría. Por ejemplo se encuentra la mayoría simple, que se utiliza en todas las decisiones que se someten a votación, con excepción de aquellas en las que la Constitución exige otra mayoría, y plantea que las decisiones se toman por la mayoría de los votos de los asistentes. Otro tipo de mayoría que se utiliza en el Congreso es la mayoría absoluta, la cual dictamina que las decisiones son adoptadas por la mayoría de los votos de los integrantes de la respectiva corporación.
Por otra parte, en el Congreso de la República de Colombia se requieren de mayorías calificadas y especiales, en las que las decisiones se toman por los dos tercios de los votos de los asistentes o de los miembros y en las que las decisiones son representadas por las tres cuartas partes de los votos de los miembros o de los integrantes, respectivamente. Es importante aclarar que el tipo de mayoría calificada se requiere para la aprobación de leyes que reformen o deroguen decretos o leyes que concedan amnistías o indultos.

## Imagen pública

### Congreso Visible
El programa "Congreso Visible" de la Universidad de los Andes le hace un completo, profundo y detallado seguimiento a la actividad que toma lugar en el Congreso de la República de Colombia. Congreso Visible realiza diversas actividades para ofrecer un actualizado sistema de información abierto al público. Este sistema de información cuenta con datos sobre la actividad legislativa que se lleva a cabo en el Congreso.
Asimismo, Congreso Visible tiene registrado un perfil de cada congresista y les da la posibilidad a los ciudadanos de comunicarse con sus elegidos y expresarles sus opiniones, sugerencias e inconformidades. De esta forma, Congreso Visible no solo le da la posibilidad a cada ciudadano de hacerle un minucioso seguimiento a cada congresista, sino que además le da la posibilidad de formularle preguntas tanto a los senadores como a los representantes.